# Euphorbia remyi
Euphorbia remyi är en törelväxtart som beskrevs av Asa Gray och Pierre Edmond Boissier. Euphorbia remyi ingår i släktet törlar, och familjen törelväxter. IUCN kategoriserar arten globalt som akut hotad.
Artens utbredningsområde är Hawaii. Inga underarter finns listade i Catalogue of Life.